# Duo-tang
 (mai 2025).
Motif : Notoriété ? CAA ? Les sources sont en tout cas introuvables.
- Archive Wikiwix
- Bing
- Cairn
- DuckDuckGo
- E. Universalis
- Gallica
- Google
- G. Books
- G. News
- G. Scholar
- Persée
- Qwant
- (zh) Baidu
- (ru) Yandex
- (wd) trouver des œuvres sur Wikidata

| 1. | Préciser le motif de la pose du bandeau. | Précisez le motif de la pose du bandeau en utilisant la syntaxe suivante : {{admissibilité à vérifier\|date=mai 2025\|motif=remplacez ce texte par le motif}}                 |
| 2. | Informer les utilisateurs concernés.     | Pensez à avertir le créateur de l'article, par exemple, en insérant le code ci-dessous sur sa page de discussion : {{subst:avertissement admissibilité à vérifier\|Duo-tang}} |

Cet article concerne un duo de musique québécoise. Pour le cahier à reliure, voir Classeur à attaches.
Duo-Tang est un groupe de musique québécoise originaire de l'arrondissement LaSalle de Montréal. Le groupe est né en 2007 et a participé à de nombreux spectacles montréalais. Leur E.P. «Feux d'artifice» est téléchargeable gratuitement sur leur site internet depuis 2010.

## Membres
- Patrice Sirois (Voix, guitare, harmonica et ukulele)
- Marc-Antoine Doyon (Voix, clavier et percussions)
- Benoit Marquette (Voix, basse)
- Laurent Ouellette (Batterie)